# Prise de Biên Hòa
Campagne de Cochinchine
Batailles
- Siège de Tourane
- Siège de Saïgon
- Kỳ Hòa
- Mỹ Tho
- Qui Nhơn
- Biên Hòa
- Vĩnh Long
- Traité de Saïgon

La prise de Bien Hoa (vietnamien: Biên Hòa) le 16 décembre 1861 fut une victoire importante des alliés dans la campagne de Cochinchine (1858-1862). Cette campagne, combat entre d'une part les Français et les Espagnols et d'autre part les Vietnamiens, commença par une expédition punitive limitée et finit par la guerre de conquête de la France. La guerre se conclut par l'établissement d'une colonie française en Cochinchine, un développement qui inaugura presque un siècle d'influence coloniale française au Vietnam.

## Contexte

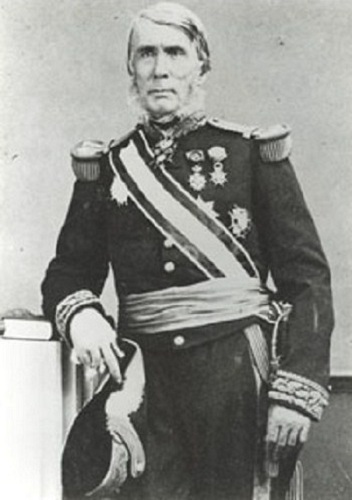
Le contre-amiral Louis-Adolphe Bonard.

Après les victoires françaises à  Tourane et Saigon, la campagne Cochinchine a atteint un point d'équilibre avec les Français et leurs alliés espagnols assiégés à Saigon, qui avait été capturée par une expédition franco-espagnole, sous le commandement de l'amiral Charles Rigault de Genouilly le 17 février 1859. L'arrivée en masse de renforts du corps expéditionnaire français en Chine en 1860 a permis aux Français de reprendre l'initiative. Les 24 et 25 février 1861, l'amiral Léonard Charner lâche la pression du siège de Saigon en battant l'armée vietnamienne assiégée à la bataille de Ky Hoa. Cette victoire est suivie par la prise de My Tho le 12 avril 1861.
Charner est envoyé en Extrême-Orient dans le cadre de la guerre franco-chinoise, et ne s'attendait pas à être nécessaire sur le front de Cochinchine. Croyant qu'il avait brisé la résistance vietnamienne avec ses victoires à Ky Hoa et à My Tho, il demande à retourner en France à l'été 1861. Le contre-amiral Louis Adolphe Bonard (1805-1867), désigné par un décret impérial du 8 août 1861 pour prendre sa relève, arrive à Saigon le 27 novembre et prend ses fonctions le 30 novembre. L'arrivée de Bonard a coïncidé avec une recrudescence de l'activité de la guérilla vietnamienne contre les Français fomenté par le gouvernement de Hue. Des groupes d'insurgés d'insurgés attaquent Tay Ninh et Tran Bang, et lors d'un incident particulièrement exaspérant, les Français ont perdu un de leurs navires de guerre. Un groupe de Vietnamiens monte une attaque contre l’Espérance pendant l'absence de son capitaine, l'enseigne de vaisseau Parfait, et attire le navire français dans une embuscade. Son équipage de 17 Français et de Philippins est tué, et les insurgés mettent le feu au navire. Bonard décide alors des mesures de représailles contre les Vietnamiens. Une quinzaine de jours après son arrivée à Saigon, après avoir reçu une réponse insatisfaisante à un ultimatum qu'il avait envoyé au gouverneur vietnamien Nguyen Ba Nghi, il monte une campagne de grande ampleur avec pour objectif d'occuper la province de Bien Hoa.

## La prise de la ville
Le récit suivant de la prise de Bien Hoa a été donnée par l'historien français Auguste Thomazi :
« Les Annamites avaient établi une défense reposant sur toutes les routes menant à Bien Hoa. Ils avaient construit un camp retranché tenu par 3000 hommes à My Hoa, à mi-chemin entre Bien Hoa et Saigon, et entravé le cours de la Donnai avec neuf barrages solides et une palissade. L'amiral a décidé d'attaquer simultanément par terre et la mer. Il a ordonné aux postes détachés de rester sur la défensive et de se concentrer toutes les forces disponibles avant Saigon. Tout étant prêt et un ultimatum lancé le 13 décembre restant sans réponse, les colonnes partirent au lever du jour le 14 décembre. La première colonne, commandée par le chef de bataillon Comte et composée de deux compagnies de chasseurs à pied, 100 Espagnols et 50 cavaliers avec quatre mortiers, partent pour Go Cong, capturée à 07h30, une deuxième colonne, constituée de 100 Espagnols et d'un bataillon d'infanterie marine avec deux canons, sous les ordres du lieutenant-colonel Domenech Diego, se positionne devant le camp de Mon Hao. Dans le même temps, le capitaine de vaisseau Lebris, avec deux compagnies de marins, a avancé sur la Donnai, en prenant à revers les batteries sur la rive droite. Enfin une flottille de vedettes armées soutiennent les opérations et bombardent les canonnières ancrées dans la Donnai sous les ordres du lieutenant de vaisseau Harel de l'Avalanche. Les forts répondent énergiquement, et la canonnière Alarme est touchée par 54 obus et son mât principal fut presque détruit. Mais une fois que les défenseurs se virent menacés par une attaque terrestre, ils évacuent à la hâte les forts, dont l'un a été détruit et les autres ont été occupés. Les marins ont peiné toute la nuit pour démolir les barrages. Les premiers obstacles ayant été détruits, les deux colonnes d'infanterie se regroupent devant le camp de My Hoa le 15 décembre. L'infanterie de marine a attaqué le centre du front ennemi, tandis que les chasseurs menacent sa droite et sa gauche, les Espagnols et la cavalerie font un mouvement de rotation afin de lui couper sa retraite. Les Annamites ont paniqué et ont pris la fuite. L'amiral Bonard, à bord du navire d'expédition Ondine, monte sur le fleuve et échange des coups de canon avec la citadelle. Le 16 décembre les soldats traversent la Donnai et occupent Bien Hoa, que les soldats annamites avaient évacué, mais pas avant de brûler vifs de nombreux prisonniers chrétiens. Nous avons là 48 canons et 15 jonques armées. L'opération nous a coûté seulement 2 morts et plusieurs blessés. »

## Conséquences
Les Français poursuivirent leur offensive par la prise de Vĩnh Long le 22 mars 1862, au terme d'une courte campagne montée par l'amiral Bonard en représailles à des attaques de guérilla contre les troupes françaises autour de Mỹ Tho.